# Bronhitis
Bronhitis je bolezen dihal, ki prizadene 10 do 25 odstotkov odraslega prebivalstva. Približno tretjina bolnikov ima vsaj enkrat na leto poslabšanje te bolezni, ki jo spremlja bakterijska okužba. Kronični bronhitis se večinoma pojavlja pri moških, starejših od 40 let, ter pri prebivalcih mestnih, kmečkih in industrijskih okolij.

## KOPB in kronični bronhitis
KOPB je kratica za kronično obstruktivno pljučno bolezen. V to bolezen je vključenih več različnih bolezni, ki na takšen ali drugačen način okvarijo različne predele pljuč in dihalnih poti. Posledice le-tega so zatiranje zraka v pljučih, težje dihanje ter dolgotrajen kašelj.
Kronični bronhitis je najpogostejša bolezen v skupini KOPB-ja. Je kronično vnetje sapnic. O njem govorimo, kadar bolnik izkašljuje vsaj tri mesece na leto, dve leti ali več let zapored. Če je njegov izmeček stalno ali občasno gnojen, govorimo o mukopurulentnem bronhitisu. Ko pa se pri bolniku pojavi še zožitev (obstrukcija) dihalnih poti, ki je stalna, pa govorimo o obstruktivnem oziroma kroničnem bronhitisu. Obstrukcijo pa delimo na blago, zmerno ali hudo.

## Dejavniki, ki najpogosteje sprožijo kronični bronhitis
Zagotovo je najpogostejši dejavnik za sprožitev kroničnega bronhitisa kajenje. Pri kadilcih (pri zmernih kadilcih se pojavi pri približno 25 % ljudi, medtem ko pri strastnih kadilcih v 50 %) se kronični bronhitis pojavi pogosteje kot pri nekadilcih ( med 6 in 10 % ljudi). Ostali dejavniki tveganja so: onesnažen zrak s plini, parami in prahom na delovnem mestu in v splošnem okolju (slaba stanovanja, velike družine, bivanje v otroških vrtcih ...) ter genetski dejavniki. Da se bolezen poslabša, pa so krivi tudi virusna ali bakterijska okužba sapnic, pljučnica, premalo učinkovito zdravljenje, slabo stanje prehranjenosti, zastoj sluzi v dihalih zaradi izsušenosti bolnika, prekomerno vdihavanje toplega, suhega in hladnega zraka.

## Simptomi
Bolnik, ki boleha za kroničnim bronhitisom, dolgo kašlja in izkašljuje, težko diha – sprva le pri naporu, kasneje tudi v mirovanju (zožitev v dihalnih poteh) ter pljuva večino dni. Pri ljudeh s kroničnim bronhitisom se pogosto pojavlja utrujenost, odpoved dihal in prizadetost srca. Ko pa ima bolnik akutni bronhitis (bolezen zaradi bakterijske okužbe), več kašlja in izkašljuje povečano količino gnojnega izmečka ter težje diha.

## Zdravljenje
Pri zdravljenju bronhitisa ločimo dva pristopa. To sta stalno zdravljenje in zdravljenje akutnih poslabšanj bolezni. V bolnišnice so sprejeti le najhujši bolniki, ki bolehajo za kroničnim bronhitisom, zlasti ob hudem poslabšanju te bolezni. Najpomembnejši ukrep pri zdravljenju je zagotovo opustitev kajenja. Zdravniki kadilcem, ki imajo kronični bronhitis, pomagajo tako, da spremljajo bolnikova prizadevanja o opustitvi kajenja. Težave, s katerimi se srečuje ozdravljeni kadilec, lahko lajša žvečilni gumi, ki vsebuje nikotin.